# Klaus Pfeifer (Sportwissenschaftler)
Klaus Pfeifer (* 1964) ist ein deutscher Sportwissenschaftler. Er ist Mitherausgeber der Nationalen Empfehlung für Bewegung und Bewegungsförderung. Er lehrt und leitet den Lehrstuhl für Sportwissenschaften und ist Sprecher für den Schwerpunkt Bewegung und Gesundheit an der Friedrich-Alexander-Universität Erlangen-Nürnberg.

## Beruflicher Werdegang
Klaus Pfeifer erhielt 1990 sein Diplom in Sportwissenschaften an der Deutschen Hochschule Köln. Von 1989 bis 2001 war er in der Sport- und Bewegungstherapie in der Klinik Porta Westfalica in Bad Oeynhausen tätig. Von 1991 bis 2001 war er zudem wissenschaftlicher Mitarbeiter und Assistent an der Goethe-Universität. Er promovierte 1996 mit einer Arbeit zum Thema Bewegungsverhalten und neuromuskuläre Aktivierung nach Kreuzbandrekonstruktion an der Johann Wolfgang Goethe-Universität Frankfurt am Main an der Fakultät für Sportwissenschaften. 2001 habilitierte Klaus Pfeifer dort und erhielt eine venia lengendi für Sportwissenschaften. Seine Habilitationsschrift widmete Pfeifer dem Thema Koordination und Gesundheit und den Zusammenhängen und Möglichkeiten eines empirischen Zugangs. 2001 nahm er einen Ruf auf eine C3-Professur für Sportwissenschaften an der Otto-von-Guericke-Universität Magdeburg an. 2004 trat er eine C3-Professur für Sportwissenschaften mit Schwerpunkt Bewegung und Gesundheit am Institut für Sportwissenschaften an der Friedrich-Alexander-Universität Erlangen-Nürnberg an. 2008 lehnte er einen Ruf an die Universität Leipzig auf eine W3-Professur für Gesundheit und Rehabilitationssport ab, im selben Jahr wurde Klaus Pfeifer zum W3-Professor am Lehrstuhl für Sportwissenschaften mit dem Schwerpunkt für Gesundheit und Bewegung an der Friedrich-Alexander-Universität ernannt. 2016 lehnte er einen Ruf an die University of Alberta in Edmonton Kanada für Physical Therapy ab.

## Forschungsbereiche
Klaus Pfeifers Arbeitsschwerpunkte am Lehrstuhl für Sportwissenschaften der Friedrich-Alexander-Universität liegen im Bereich Bewegungsförderung und Bewegungstherapie. Ein Forschungsbereich erprobt Gesundheitsansätze, um die Versorgungsketten im deutschen Gesundheitssystem zu verbessern. Ein Schwerpunkt liegt in der Entwicklung und Implementierung der nationalen Empfehlung für Gesundheitsförderung auf kommunaler Ebene. Im Vordergrund steht die Förderung von sozial benachteiligten Menschen.
In einem weiteren Projektfeld beschäftigte sich Klaus Pfeifer mit der Verbesserung der Nachsorge von COPD durch ein appbasiertes Modell. Darin steht die Förderung von bewegungsbezogenen Gesundheitskompetenzen mit sport-,bewegungs-,physiotherapeutischen Inhalten im Fokus.
Ein Forschungsprojekt in Zusammenarbeit mit dem WHO-Regionalbüro für Europa des Bereichs Ernährung, Bewegung und Übergewicht soll die Erfahrungen und Forschungsdaten der Bewegungsförderung aus Deutschland international bekannt machen.

## Tätigkeiten
Pfeifer erarbeitete gemeinsam mit Alfred Rütten die 2017 erschienenen nationalen Empfehlungen für Bewegung und Bewegungsförderung. Sie bieten in Deutschland die erste wissenschaftliche Grundlage, um Bewegung in den Alltag zu integrieren und richtet sich an Kinder, Jugendliche, Erwachsene und ältere Menschen und an chronisch erkrankte Erwachsene.
Klaus Pfeifer ist im wissenschaftlichen Beirat des Deutschen Verband für Gesundheitssport und Sporttherapie (DsVG) tätig. Er ist Mitglied der Expertengruppe für „Bewegungsförderung im Alltag“ des Bundesministeriums für Gesundheit sowie im Vorstand der Deutschen Gesellschaft für Rehabilitationswissenschaften.
Von 2009 bis 2019 war Klaus Pfeifer Sprecher der AG Bewegungstherapie in der Deutschen Gesellschaft für Rehabilitationswissenschaften (DGRW). Er ist Mitglied im Kuratorium für den DOSB-Wissenschaftspreis und Mitglied im Kuratorium der Boxberger-Stiftung Bad Kissingen.

## Ehrungen
2023 erhielt Klaus Pfeifer den IBK-Preis für Gesundheitsförderung und Prävention für das „ParC-AVE“-Projekt, das durch bewegungsbezogene Gesundheitskompetenzen und bewegungsförderlichen Maßnahmen die Bedürfnisse von Pflegeauszubildenden stärken sollen. Es soll dazu beitragen, den körperlichen und psychischen Anforderungen des Berufes standzuhalten.

## Wissenschaftliches Werk
Klaus Pfeifers Werke befassen sich mit den Themen Bewegungsförderung, Bewegungstherapie, Gesundheitssport, Rehabilitation und Prävention durch Bewegung. Er beschäftigt sich unter anderem mit der Frage, wie körperliche Aktivitäten zur Prävention von Krankheiten oder zur Förderung der Gesundheit beitragen können.
Auch mit Implementierungsforschung beschäftigt sich Pfeifer. Sie zielt darauf ab, die wissenschaftlichen Erkenntnisse in die Praxis umzusetzen und an die spezifischen Zielgruppen anzupassen. Einen weiteren Arbeitsbereich widmete er der Evaluation und dem Monitoring von Bewegungsforderungsprogrammen. Klaus Pfeifer entwickelte Methoden, um die Effekte von Bewegungsinterventionen zu messen und zu bewerten, um die Effektivität von Bewegungsprogrammen nachzuweisen.
Im englischsprachigen Raum publiziert Klaus Pfeifer in Zeitschriften und Studien, in denen Krankheiten wie Parkinson, Multiple Sklerose oder COPD in Verbindung mit physischer Aktivität und Rehabilitation in Verbindung gebracht werden.

## Publikationen (Auswahl)
- K. Pfeifer: Koordination und Gesundheit – Zusammenhänge und Möglichkeiten eines empirischen Zugangs. Berlin 2002. dissertation.de – Verlag im Internet. URL: www.dissertation.de

- K. Pfeifer, L. Vogt: Messverfahren zur Erfassung sensomotorischer Leistungen. In: W. Banzer, K. Pfeifer, L. Vogt (Hrsg.): Funktionsdiagnostik des Bewegungssystems in der Sportmedizin. Springer Verlag, Berlin 2004.

- K. Pfeifer: Rückengesundheit – Neue aktive Wege. Deutscher Ärzte Verlag, Köln 2007.

- A. Rütten, K. Pfeifer: Nationale Empfehlungen für Bewegung und Bewegungsförderung. In: BZgA (Hrsg.): Forschung und Praxis der Gesundheitsförderung. Sonderheft 03, 2017.

- G. Wydra, H. Winchenbach, M. Schwarz, K. Pfeifer (Hrsg.): Assessmentverfahren in Gesundheitssport und Bewegungstherapie. Czwalina, Hamburg 2006.